# タイの階級
タイの階級（タイのかいきゅう）では、タイ王国の階級について記述する。
タイの階級は非常に複雑な構成になっており、タイ人の間においても一般的な知識とは言えないほど難解である。またこうした階級に基づく称号などはしばし省略されることもある。国王はこのような階級を授与・剥奪する権限を持っている。ただし、階級を授けられたことによって、その子孫の位が上がることはない。
王族 phu-di と、それ以外のプライに二分され、王族は世代を経るほど階級が下がり、5代もたてば王族の身分を失った。プライは被支配民の意であり、自由民と奴隷（タート、タイ語:ทาส）の階級があった。ただし、ラーマ5世の時代に副王制と奴隷制の廃止が為されている。

## 国王
一般に以下の二つの称号が使われている。
プラバートソムデットプラチャオユーフワ (พระบาทสมเด็จพระเจ้าอยู่หัว)
国王に使われる称号の内、一般的な物である。使い方には以下の形式がある:
- 名前の前に置く形式。これはラーマ9世（プーミポンアドゥンラヤデート）の正式名称である「プラバートソムデットプラチャオユーフワプーミポンアドゥンラヤデート」で使われている。
- プラバートソムデットプラとチャオユーフワを二つに分け、チャオユーフワを名称の後ろに持ってくる形式。ラーマ3世（ナンクラオ）の正式名称（忌み名）における「プラバートソムデットプラナンクラオチャオユーフワ」などがそれである。

ソムデットプラチャオユーフワ (สมเด็จพระเจ้าอยู่หัว)
即位前の王に使われる。

### その他
プララーム (พระราม)
いわゆるラーマ3世などに見られる「ラーマ」称号で主に外国などで利用されている。ラーマ6世（ワチラーウット）によって制定されたが、ラーマ7世（プラチャーティポック）によって廃止されたためタイ国内では国王に対する名称として利用されていない。ただし、道路の名前などには利用されている。タイ国外では以下で記述する「ラッチャカーン」の表記の訳語として使われる。
ラッチャカーン (รัชกาล)
ラッチャカーンとは「治世」と言う意味の言葉であり。この後ろに数字を配置してチャクリー王朝何番目の王かを明らかにする用途に使われる。たとえばラーマ6世を言う場合、ラッチャカーン・ティーホック (รัชกาลที่ ๖) と表記する。この場合「六番目の治世様」という意味となる。
パラミン (ปรมินทร์) およびパラーメン (ปรเมนทร์)
この称号はラテン語における「Rex」の訳語で、国王が署名をする際、利用される自称するための称号である。敬称を付けない王の名の後に追加される。ラーマ1、3、5、7、9世には前者が、2、4、6、8世には後者の称号が利用されている。いずれもป.ร.と省略されることが多い。
ソムデットプラ (สมเด็จพระ)
外国の君主やアユタヤ王朝の君主に用いられる称号である。
ソムデットプラチャクラパット (สมเด็จพระจักรพรรดิ)
日本の天皇に用いられる称号である。ちなみにチャクラパットとは転輪生王と言う意味で、中国やヨーロッパの皇帝を表すのに用いられる語である。昭和天皇より前の天皇は追号で呼ばれているが、昭和天皇の場合は「裕仁天皇」と呼ばれ、平成期の場合は「明仁天皇」と呼ばれていた。
ソムデットプララーチャーティボディー (สมเด็จพระราชาธิบดี)
外国の国王に用いられる称号である。
ソムデットプララーチニーナート (สมเด็จพระราชินีนาถ)
外国の女王に用いられる称号である。

## 王妃
伝統的に王妃に対する称号の授与は結婚までに有していた称号で決まるが、きわめてルーズである。基本的には王女（すなわちチャオファー、プラオンチャオ、モームチャオイン）でない者のみがチャオチョーム以下の階級を授与されることが多かったとされる。ここでは1924年にラーマ6世によって確立された王室典範を元に称号を記述する。

### 正室
| 称号                                                      | 概要                                           | 備考 |
| --------------------------------------------------------- | ---------------------------------------------- | --- |
| ソムデットプラボーロマラーチニーナート สมเด็จพระบรมราชินีนาถ | 王妃の中で最高の階級を持つ称号                 | この称号は摂政を経験したことのある王妃に限られる。 敬称の形式としては以下のような物がある: 1. "ソムデットプラ + 名前 + ボーロマラーチニーナート" 2. "ソムデットプラナンチャオ + 名前 + プラボーロマラーチニーナート". たとえばラーマ5世（チュラーロンコーン）の正室シーパッチャリンは、摂政経験の後 ソムデットプラ シーパッチャリンタラー ボーロマラーチニーナート という称号を得ている。またラーマ9世妃シリキットは、ソムデットプラナンチャオ シリキット プラボーロマラーチニーナート の称号を得ている。 |
| ソムデットプラボーロマラーチニー สมเด็จพระบรมราชินี          | 摂政を経験していない王妃に対して与えられる称号 | 摂政経験前のシリキット妃は、ソムデットプラナーンチャオ シリキット プラボーロマラーチニーとして知られていた。 |
| ソムデットプララーチニー สมเด็จพระราชินี                     | 即位していない王の王妃に使われる称号           | シリキット妃はラーマ9世の即位決定から即位までの7日間この称号を保有していた。 |

### 側室
以下は側室に与えられる称号である。しかしこれらは、ラーマ8世以降、側室を抱える習慣がなくなったため、事実上の廃止状態にある。
また、正室と王女（すなわちチャオファー、プラオンチャオ、モームチャオイン）出身の側室の階級に居る王妃を併せてプラパンヤーチャオ (พระภรรยาเจ้า) と呼ぶ。
|                     | 称号 | 概要 | 備考 |
| ------------------- | --- | --- | --- |
| 王女出身            | ソムデットプラボーロマラーチャテーウィー สมเด็จพระบรมราชเทวี                                                                                  | 側室の中で最高の階級にある妃に対する称号                                                                       | ラーマ5世によって作られた階級で、一人のみがこの称号を保持することができ、事実上の第二の正室となる。 ラーマ5世の妃の一人、スナンタクマーリラット王妃はこの階級を保持し、ソムデットプラナーンチャオ スナンタクマーリラット プラボーロマラーチャテーウィーの称号を持っていた。 |
| 王女出身            | プラナンチャオ...プララーチャテーウィー および プラナンチャオ...アックララーチャテーウィー พระนางเจ้า...พระราชเทวี / พระนางเจ้า...พระอัครราชเทว | 上記の階級よりも一つ下の階級にある王女出身の側室に与えられる称号                                               | |
| 王女出身            | プラナーントゥー พระนางเธอ | 上記の階級よりも一つ下の階級にある王女出身の側室に与えられる称号                                               | |
| 王女出身            | プラアアクラチャーヤートゥー Phra Akra Chaya Ther พระอัครชายาเธอ                                                                             | 上記の階級よりも一つ下の階級にある王女出身の側室に与えられる称号                                               | この称号は特殊で、出身称号も同時に保持する形となる。 例として、プラオンチャオ階級の王女でラーマ5世の側室であったサオワパークナーリーラートは、プラアクラチャーヤートゥー プラオンチャオ サオワパークナーリーラートと名乗っていた。                                          |
| 王女出身            | プララーチャチャーヤー พระราชชายา | 上記の階級よりも一つ下の階級にある王女出身の側室に与えられる称号                                               | ラーマ5世が外部の王室から側室を迎えるためにもうけた階級であるが、これを冠した王妃は史上唯一人で、ラーンナー王室のダーラーラッラミー王女のみである。 |
| 下級王族、 平民出身 | チャオチョーム เจ้าจอม | 下級王族（すなわちモムラーチャウォン、モムルワン）や平民出身の側室のうち、男子を五人出産した者に与えられる階級 | 王女出身の側室よりも格が下と考えられている。 （ラーマ9世妃シリキットはモムラーチャウォンの階級を保持していたが、正室のためチャオチョームを冠したことはない。） |

## 王族
基本的に王族の階級を保持している者の子供はその階級よりも一つ下の階級を頂くことになるが、これは男性家系の場合のみになる。女性の階級保持者の場合、自分より下の階級の男性と結婚する場合は自分の階級を保持するが、産まれた子供は男性の階級に基づいた物となる。また、伝統的に似つかわしくないと考えられている。
たとえばラーマ9世の娘、ウボンラットの場合、外国人（平民）と結婚したので、王族籍を剥奪された。ただし、ウィーラユット・ティッサヤーシリン（軍人）と結婚したチュラーポーン王女はウィーラユットなどが軍人でもあったため、特例として階級を引き続き保持することを認められた。
以下で紹介する王族の称号すべては、名前の前につけて名乗る。

### 王子/王女
以下のような階級があり、国外ではPrince/Princessとして扱われる。
チャオファー (เจ้าฟ้า)
王族の最高階級に与えられる称号である。王とチャオファー位の間に生まれた子供に与えられる。
プラオンチャオ (พระองค์เจ้า)
上記の階級よりも一つ下の階級に与えられる称号。以下に相当する王族に授与される。
1. 王とチャオチョームマーラダー（つまり、下級王族、平民階級出身）の子供
2. チャオファー（男）と王女（つまりチャオファー、プラオンチャオ、モムチャオイン）の子供

モムチャオ（男）/モムチャオイン（女）（หม่อมเจ้า/หม่อมเจ้าหญิง、略称ม.จ.）
これらは王族の最下級の階級に対する称号である。チャオファー（男）と下級王族、平民との間に生まれた子供やプラオンチャオ同士の間に生まれた子供がモームチャオとなる。また、モームチャオ以下名字が下賜される。敬称はタンチャーイ（男）/タンイン（女）となる。英語においてはしばしば、M.C.と書かれる。

### 下級王族
以下の階級は王族とされているが、実際には王族としての特権である王位継承権を全く保有しておらず、名誉的な階級である。
モムラーチャウォン（หม่อมราชวงศ์、略称 ม.ร.ว.）
モームチャオの子供に与えられる階級に対する称号。敬称はクンチャーイ（男）/クンイン（女）である。英語においては、M.R.、M.R.W.、M.R.V.という略称が使われる。
モムルワン （หม่อมหลวง、略称ม.ล.）
モームラーチャウォン（男）の子供に与えられる階級に対する称号。敬称は平民と同じく「クン」である。英語においてはM.L.と言う略称が使われる。

#### モムルワン以降
モムルワン以降は完全な平民となるが、王の親族であることを示すため、「ナ・アユッタヤー (ณ อยุธยา) 」を名字の後ろにつける。訳すと「アユタヤの」と言う意味である。「ナ」はすなわちフランス語の「de」、ドイツ語の「von」、イタリア語の「di」などと通じる。アユッタヤーという語が使われているのはチャクリー王朝がアユタヤ王朝の正当な継承者であるという立場をとっているからである。

### その他
モム（หม่อม）
モームチャオの下、モームラーチャウォンの上にあると一般的に考えられている階級に対する称号である。モームラーチャウォン階級の人物が大きな功績をなした際や、王子/王女などで大罪を犯し、階級を剥奪された際に与えられるもの。
クン（คุณ）
平民と結婚した王女の子供に用いられる。なお、バンダーサックに用いられるクン (ขุน) とは綴りが違う。近年では平民に対する敬称として用いられている。

## 王子の妻
王子の妻も称号を持っている。以下はその一覧である。
プラチャーヤー（Phra Chaya, พระชายา）
王女でチャオファーないしプラオンチャオの称号を持つ王子と結婚した者に与えられる称号である。王子の妻として呼ぶ場合、「プラチャヤーナイ ＋ 夫の名前」で呼ぶ。
チャーヤー（ชายา）
王女でモムチャオの称号を持つ王子と結婚した者に与えられる称号である。王子の妻として呼ぶ場合、「チャーヤーナイ ＋ 夫の名前」で呼ぶ。
モム（หม่อม）
平民で王子と結婚した者に与えられる称号である。名字の後ろにナ・アユッタヤーをつけて、「モム＝（個人名）・マヒドン・ナ・アユッタヤー」という風に呼ぶ。王子の妻として呼ぶ場合、「モムナイ ＋ 夫の名前」で呼ぶ。